# Krasnoufimskij rajon
Il distretto Krasnoufimskij (in russo Красноуфимский округ-муниципальное образование?, Krasnoufimskij okrug-municipal'noe obrazovanie) è una formazione municipale con lo status di distretto urbano nell'oblast' di Sverdlovsk, in Russia. Dal punto di vista della struttura amministrativo-territoriale della regione, il distretto urbano si trova entro i confini dell'unità amministrativo-territoriale del Krasnoufimskij rajon (Красноуфимский район). Il centro amministrativo è la città di Krasnoufimsk che non fa parte del distretto.